# Debraď
Debraď este o comună slovacă, aflată în districtul Košice-okolie din regiunea Košice. Localitatea se află la altitudinea de 265 m deasupra n.m., se întinde pe o suprafață de 23,79 km2 și în 2017 număra 400 de locuitori.

## Istoric
Localitatea Debraď este atestată documentar din 1255.

## Demografie
| An:                | 1994 | 2004   | 2014   | 2024   |
| ------------------ | ---- | ------ | ------ | ------ |
| Număr de persoane: | 389  | 380    | 384    | 400    |
| Diferență:         |      | −2,31% | +1,05% | +4,16% |

| An:                | 2023 | 2024   |
| ------------------ | ---- | ------ |
| Număr de persoane: | 409  | 400    |
| Diferență:         |      | −2,20% |